# Schwarzes Ordensband
Das Schwarze Ordensband (Mormo maura, Syn.: Mania maura) ist ein Schmetterling (Nachtfalter) aus der Familie der Eulenfalter (Noctuidae).
Der deutsche Name „Schwarzes Ordensband“ ist systematisch irreführend, denn die Art gehört nicht zur Gattung der Ordensbänder, sondern bildet eine eigene Gattung.

## Merkmale

### Falter
Mit einer Flügelspannweite von 63 bis 74 Millimetern zählen die Falter zu den größeren Arten. Die Vorderflügel sind sehr breit und dunkelbraun gefärbt, wobei sich das Mittelfeld deutlich schwarzbraun hervorhebt. Am Vorderrand befinden sich einige markante schwarze Strichflecke. Die Wellenlinie ist breit und dunkel angelegt. Ring- und Nierenmakel sind hell gerändert. Arttypisch ist das breite schwarze Band vor dem Saum auf den Hinterflügeln, das mit gelbbraunen Linien eingefasst ist. Auf Thorax und Hinterleib befinden sich einige braune Haarschöpfe. Die Fühler der Männchen sind mit kurzen Wimpern versehen, diejenigen der Weibchen sind fadenförmig.

### Ei, Raupe, Puppe
Das Ei hat eine kugelige Form, ist jedoch am oberen Pol leicht sowie am unteren Pol stark abgeflacht. Es schimmert weißlich bis gelblich. Die Oberfläche ist mit kräftigen Längsrippen versehen, von denen aber nur wenige die Mikropylzone erreichen.
Erwachsene Raupen sind von brauner Grundfarbe. Sie wirken dick und walzig. Am elften Segment sind eine gelbgraue Erhöhung sowie ein gelblichweißer, dick schwarz gesäumter Querstrich zu erkennen. Die weißlichen Rücken- und Nebenrückenlinien verlaufen unregelmäßig. An den Seiten sind helle, schwarz eingefasste Schrägstriche vorhanden. Die Stigmen sind rot gefärbt und schwarz umrandet.
Die rötlichbraune Puppe zeigt eine blaue Bereifung sowie zwei gekrümmte Dornen und einige feine Borsten am Kremaster.

### Ähnliche Arten
Aufgrund der Größe der Falter und deren markanter Flügelzeichnung ist die Art unverwechselbar.

## Geographische Verbreitung und Lebensraum
Das Schwarze Ordensband ist von Nordwestafrika durch ganz Südeuropa verbreitet. Seine Nordgrenze erreicht es im Westen in Nordirland und Mittelschottland, in Mitteleuropa hingegen bereits in Norddeutschland und Polen. In einigen Nordischen Ländern gibt es Einzelfunde. Zu den weiteren Vorkommensgebieten gehören Kleinasien, der Nahe Osten, der Irak und Turkestan. In den Alpen steigen die Tiere bis auf eine Höhe von etwa 1000 Metern. Man findet das Schwarze Ordensband vorwiegend in Wassernähe, also in Flussniederungen, Auen, Mooren, sowie in Ufergebieten von Bächen, Teichen und Seen.

## Lebensweise
Die nachtaktiven Falter saugen zuweilen an blutenden Bäumen und besuchen gerne angelegte Köder, an denen sie mitunter in Anzahl erscheinen. Künstliche Lichtquellen suchen sie hingegen nur äußerst selten auf. Hauptflugzeit sind die Monate Juli und August. Die Raupen entwickeln sich ab August, überwintern und verpuppen sich im Mai des folgenden Jahres in einem dichten, Wasser abweisenden Gespinst am Boden. Sie ernähren sich von den Blättern verschiedener niedriger Pflanzen, wie Löwenzahn (Taraxacum), Wiesen-Sauerampfer (Rumex acetosa) oder Brennnessel (Urtica dioica) sowie von in der Nähe von Wasser wachsenden Gehölzen, wie beispielsweise Erlen (Alnus), Weiden (Salix) und Pappeln (Populus). Dabei halten sie sich bevorzugt an den unteren Zweigen auf.

## Gefährdung
In Deutschland ist das Schwarze Ordensband meist selten und wird auf der Roten Liste gefährdeter Arten auf der Vorwarnliste geführt.